# 인도차이나 전쟁

인도차이나 전쟁(베트남어: Chiến tranh Đông Dương)은 제2차 세계 대전 이후 베트남의 독립 과정에서 프랑스, 미국, 중국 등의 외국 군대와 벌인 전쟁을 말한다. "인도차이나"는 프랑스령 인도차이나를 가리키며, 지금의 베트남, 캄보디아, 라오스에 해당한다.
베트남은 1954년부터 1979년까지 벌어진 전쟁, 1954년 프랑스와의 사이에 벌어진 제1차 인도차이나 전쟁, 1964년 미국 등 연합국과 싸운 제2차 인도차이나 전쟁, 1979년 중국과 싸운 제3차 인도차이나 전쟁 등 강대국과의 전쟁에서 모두 승리를 거둔다.

## 배경
베트남 지역은 1883년 프랑스의 식민지배에 놓였다. 프랑스의 경제수탈에 시달리던 베트남은 1945년 프랑스를 몰아낸 일본의 지배를 받게 되었다. 하지만 제2차 세계 대전에서의 일본의 패망을 예상한 베트남 공산당의 일제 봉기와 뒤이은 베트남 민주공화국 정부 수립으로 독립을 이루게 되었다.
한편 2차대전이 끝난 이후 베트남 북부에는 중국 국민당 군대가 진주하고 남부에는 영국군이 주둔하였다. 하지만 뒤이어 프랑스 군대가 다시 남부에 들어오고 각 지방의 행정기관을 점령했다. 이에 사이공(현재의 호찌민 시) 시민들이 봉기를 일으켰다.

## 1차 인도차이나 전쟁
1차 인도차이나 전쟁은 사이공시의 봉기를 진압하기 위해 프랑스 본국의 군인이 상륙하면서 시작되었다. 사이공시에서 시민들이 무차별 학살되는 것을 목격한 베트남인들은 곧 게릴라전을 통해 프랑스군과 전면전을 벌이기 시작했다.
초기에는 자본과 무기 등에서 뒤진 베트남 게릴라들이 엄청난 열세에 놓였지만 제국주의에 반감을 가진 시민들과 농민들의 지지를 등에 업고 전세를 역전하기 시작했다. 베트남 게릴라들은 뛰어난 전략 전술을 통해 소총과 권총만 갖고서 전차, 장갑차, 대포 등을 동원한 프랑스군을 제압하기 시작했다.
1953년 총반격을 개시한 베트남군은 1954년 디엔비엔푸 전투에서 프랑스군을 거의 궤멸시켰고, 그해 제네바에서 휴전 협정을 맺으면서 제1차 인도차이나 전쟁은 끝났다.

## 프랑스의 제네바 협정 불이행과 미국의 개입
한편 프랑스는 스위스 제네바에서 맺은 휴전 협정을 제대로 이행하지 않고 군대만 철수시켰으며 이로 인해 베트남 전국에서 실시하기로 했던 총선거가 결국 이뤄지지 못하게 되었다.
이 때를 틈타 미국이 반공을 명분으로 남부 베트남에 개입하기 시작했다. 미국은 1955년 남베트남에 부정선거를 통해 친미 정부를 세웠다. 남베트남 정부의 부패가 계속되고 정부가 가톨릭 교도들로 구성된 테러조직을 만들어 불교를 탄압하는 등 인권탄압이 심각해지면서 혁명세력은 남베트남 민족해방전선을 결성하고 분노한 시민들과 함께 전면적인 무장투쟁에 나섰다.
남베트남 민족해방전선이 남베트남의 대부분을 점령하게 됨에 따라 남베트남의 미군 주둔 병력도 계속 증가되었다. 호찌민을 지지하는 남베트남 민족해방전선이 베트남 전역을 공산화할 것을 염려한 미국은 미군 주둔 병력을 증가시키면서 동시에 비밀 군사작전을 통해 북베트남 지역을 공격하기 시작했다.

## 통킹 만 사건
미국은 북베트남을 침공할 구실을 만들기 위해 1964년 8월 4일에 통킹 만 사건을 일으켰다. 통킹 만 사건은 북베트남 밖 공해를 순찰하던 미국의 구축함이 북베트남 어뢰정의 공격을 받은 사건을 말한다. 미국은 이 사건을 구실로 의회의 인준을 받아 베트남에 대한 전쟁을 시작했다.

## 2차 인도차이나 전쟁
보통 베트남 전쟁이라는 이름으로 더 널리 알려져 있다.

## 3차 인도차이나 전쟁
제3차 인도차이나 전쟁은 보통 1979년 2월~3월에 벌어진 중국-베트남 전쟁으로 알려져 있다. 1978년 베트남이 캄보디아를 침공하여, 크메르 루주를 몰아내고, 권력을 장악하였다.
베트남이 캄보디아를 침공한 것은 베트남인들에 대한 크메르 루주의 박해와 인종 청소 때문이었다. 그리하여 크메르 루주는 중국과 정치적인 동맹 관계를 맺게 되었다. 1979년 중국 정부는 베트남에 대한 침공을 감행하였다.
전투를 격렬하면서도 짧게 끝나고 말았다. 중국은 베트남에서 40km를 진군하여 3월 6일 랑송을 점령했지만, 이내 철군을 했다.

## 인도차이나 전쟁 목록
- 1954년 1차 인도차이나 전쟁

비엣민 저항 세력이 베트남 북부에서 프랑스에게 승리를 거뒀다. 베트남 남부는 영국군에 의해 점령되어 프랑스가 식민지 지배권을 되찾으려 했다.
- 1964년 2차 인도차이나 전쟁(베트남 전쟁)

미국의 지원을 받는 남베트남과 공산주의 북베트남 사이의 전쟁이다. 1964년 통킹만 사건으로 시작되어 1975년까지 진행되었다. 1차 전쟁에서 프랑스를 지원했던 미국은 공산주의에 대항하는 남베트남 정권을 지원했다.
- 1978년 베트남-캄보디아 전쟁

캄보디아의 크메르 루주가 베트남인에 대해 인종청소를 실시하자 베트남이 캄보디아에 보복 침공을 가하였다.
- 1979년 제3차 인도차이나 전쟁 또는 중월전쟁

베트남의 캄보디아 침공으로 크메르 루주가 쫓겨나 중국에 지원을 요청하여 이루어진 전쟁.

## 같이 보기
- 베트남 전쟁